# Rectoria de Rocafort de Vallbona
La Rectoria de Rocafort de Vallbona és una casa de Rocafort de Vallbona, al municipi de Sant Martí de Riucorb (Urgell), inclosa a l'Inventari del Patrimoni Arquitectònic de Catalunya.

## Descripció
És una casa de tres plantes situada a la cantonada de la plaça de l'església amb la intersecció del carrer de l'església. Els murs de la planta baixa es troben formats per pedres irregulars unides amb morter mentre que els murs superiors estan arrebossats amb calç. La part de la cantonada de la casa està reforçada per unes pedres ben tallades formant l'angle dels carrers. Aquestes pedres actuen com a reforç pel pas dels carruatges i animals domèstics. La porta d'accés adopta una solució arquitectònica arquitravada senzilla, amb una voluminosa llinda superior on es conserva una aclaridora inscripció: "Casa del pastor espiritual del pitit poble de Rocafort de Rocafort feta a expensas de samadas ovellas anu 1773".